# Wołynka
Wołynka – część wsi Ślipcze w Polsce położona w województwie lubelskim, w powiecie hrubieszowskim, w gminie Hrubieszów.
W latach 1975–1998 Wołynka administracyjnie należała do województwa zamojskiego.
Wierni Kościoła rzymskokatolickiego należą do parafii Ducha Świętego w Hrubieszowie.